# Microtus montanus
Microtus montanus is een zoogdier uit de familie van de Cricetidae. De wetenschappelijke naam van de soort werd voor het eerst geldig gepubliceerd door Peale in 1848.

## Voorkomen
De soort komt voor in Canada en de Verenigde Staten.